# 長久村
長久村（ながひさむら）は、島根県安濃郡にあった村。現在の大田市の一部にあたる。

## 地理
- 河川：静間川、三瓶川[1]

## 歴史
- 1889年（明治22年）4月1日、町村制の施行により、安濃郡長久村、稲用村、延里村、土江村が合併して村制施行し、長久村が発足[1][2]。
- 1915年（大正4年）長久村信用購買販売利用組合設立[1]。
- 1954年（昭和29年）1月1日 - 安濃郡大田町・鳥井村・久手町・波根東村・川合村、邇摩郡静間村・久利村と合併して市制施行し大田市を新設して廃止された[1][2]。

### 地名の由来
村の将来の発展を願って命名。

## 産業
- 農業、酪農[1]。